# HŽ serija 7022
Niskopodni dizel-motorni vlak za serije 7 022 proizvela je tvrtka TŽV Gredelj d.o.o. za potrebe Hrvatskih željeznica. Koristi se za regionalni promet kao trodijelna garnitura sastavljena od dva krajnja motorna vagona s upravljačnicom i jednog srednjeg, također motornog vagona bez upravljačnice. Svi vagoni su oslonjeni na dva okretna postolja, od kojih je jedno pogonsko, a jedno slobodno. Sva pogonska oprema smještena je na krov vagona i u stražnji dio upravljačnice. Na krovove vagona ugrađene su dizelske generatorske grupe s pripadajućim pretvaračima koji napajaju i upravljaju radom pogonskih elektromotora koji se nalaze u pogonskom postolju. 
Vlak je opremljen s 8 dvostrukih vrata širine 1300 mm, te sjedištima primjerenog komfora. U zoni vrata vagona s upravljačnicom ugrađeni su toaletni prostori, od kojih je jedan opremljen za prihvat invalida s kolicima.
Putnički prostori sva tri motorna vagona su međusobno spojeni mjehovima, te čine jedinstveni prostor bez pregradnih stijena. Pod u području mjehova je na visini od 875 mm, a prelazi s jedne na drugu razinu izvedeni su blago zakošenim rampama. Prostor je opremljen dovoljnim brojem vertikalnih i horizontalnih rukohvata za potrebe putnika u stojećem položaju. Sjedala su izvedena kao dvosjedi, osim u djelu prostora namijenjenog smještaju invalida s kolicima, te roditeljima s djecom u kolicima., gdje su ugrađeni jednosjedi i preklopna sjedala. Dio prostora opremljen je vješalicama za bicikle.
Upravljanje dizelskim motorom obavlja se računalno po algoritmu proizvođača dizel motora sukladno zahtjevima koji dolaze iz središnjeg računala na temelju zahtjeva strojovođe, aktualnih uvjeta vožnje i već ostvarenih parametara vožnje vlaka te trenutnog stanja samog dizelskog agregata. Pogon DMV-a je koncipiran tako da se sastoji iz 3 nezavisne pogonske jedinice. U slučaju kvara jednog pogonskog agregata, on se može isključiti, a DMV može nastaviti vožnju sa smanjenom snagom. Vučom i kočenjem DMV-a upravlja se na jednostavan način, tako da se zahtjevi postavljaju preko iste upravljačke ručice.
Oprema DMV-a smještena je na krovu motornih vagona i u sanducima ispod sjedala u putničkom prostoru, a raspoređena je na način da je omogućen ujednačen osovinski pritisak na sve osovine. Svaki motorni vagon s upravljačnicom s obje vanjske bočne strane upravljačnice ima ugrađenu video kameru za praćenje ulaza i izlaza putnika, a za vrijeme vožnje, i stanje DMV-a izvana. U svim vagonima ugrađene su kamere za unutarnji nadzor.

## Tehničke karakteristike
- Proizvođač: TŽV Gredelj
- Širina kolosijeka: 1435 mm
- Raspored osovina: Bo’2’+2’Bo’+2’Bo’
- Dužina DMV-a: 70100 mm
- Visina: do 4280 mm
- Broj sjedećih mjesta: 209
- Broj stajaćih mjesta: 201
- Ukupan broj putnika: 410
- Broj vrata za ulaz putnika: 8
- Najveća vučna sila: 125 kN
- Najveća brzina: 160 Km/h
- Najveća snaga na obodu kotača: 1390 kW
- Najmanji polumjer zavoja u prometu: 150 m
- Najmanji polumjer zavoja: 90 m

## Vanjske poveznice
- Novi dizelski motorni vlak krenuo u redovito prometovanje (Savez za željeznicu, objavljeno 9. listopada 2012., pristupljeno 25. studenoga 2015.)